# Ромиовил (Илиноис)
Ромиовил (енгл. Romeoville) град је у америчкој савезној држави Илиноис.

## Демографија
По попису из 2010. године број становника је 39.680, што је 18.527 (87,6%) становника више него 2000. године.
| Група             | 2000.          | 2010.          |
| Белци             | 16.336 (77,2%) | 19.992 (50,4%) |
| Афроамериканци    | 1.137 (5,4%)   | 4.675 (11,8%)  |
| Азијати           | 518 (2,4%)     | 2.525 (6,4%)   |
| Хиспаноамериканци | 2.781 (13,1%)  | 11.883 (29,9%) |
| Укупно            | 21.153         | 39.680         |